# 招魂術

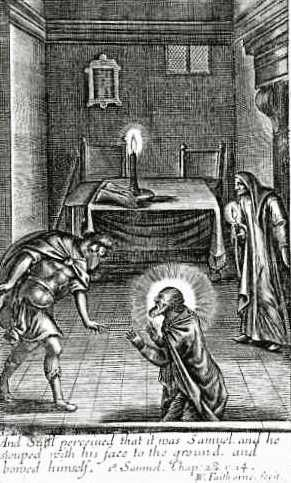
一名女巫奉掃羅王之命招喚撒母耳的靈魂。

招魂術（英語：Necromancy）是指一種與死者靈魂溝通的巫術，在人類歷史上已經存在一段很長的時間，通常和黑巫術或巫術有所關聯。